# 全北特別自治道民俗文化財
全北特別自治道民俗文化財（チョンブクトゥクピョルジャチド みんぞくぶんかざい）は、大韓民国の文化遺産保護制度で、市道指定文化財の一つ。「衣食住・生業・信仰・年中行事などに関する風俗・慣習と、それに使用される衣服・器具・家屋などで国民生活の推移を理解するのに不可欠なもの」であり、かつ上位の国家指定文化財に指定されていないものを対象として全北特別自治道が条例により指定する。旧名は「全羅北道民俗資料」であり、2011年2月5日に全文改正された文化財保護法（法律第10000号）が施行され、現在の名称になる。

## 全北特別自治道民俗文化財一覧
| 番号    | 登録名             | 所在地 | 管理者     |
| ------- | ------------------ | ------ | ---------- |
| 第001号 | 義犬碑             | 任実郡 | 任実郡     |
| 第002号 | 益山旗歳拜         | 益山市 |            |
| 第003号 | 無登里立石         | 完州郡 | 立石邑     |
| 第004号 | 泰仁申潜先生影像   | 井邑市 | 井邑市     |
| 第005号 | 善国寺大鼓         | 南原市 | 善国寺     |
| 第006号 | 保安立石           | 扶安郡 | 扶安郡     |
| 第007号 | 月村立石           | 金堤市 | 金堤市     |
| 第008号 | 学忍堂             | 全州市 | 個人       |
| 第009号 | 大院寺木刻使者象   | 完州郡 | 大院寺     |
| 第010号 | 碧骨堤双龍ノリ     | 金堤市 | 金堤市     |
| 第011号 | 長華里米斗厨       | 金堤市 | 個人       |
| 第012号 | 李雄宰古家         | 任実郡 | 個人       |
| 第013号 | 男根石             | 井邑市 | 井邑市     |
| 第014号 | 山東里男根石       | 淳昌郡 | 個人       |
| 第015号 | 昌徳里男根石       | 淳昌郡 | 個人       |
| 第016号 | 朱川石長栍         | 南原市 | 個人       |
| 第017号 | 双鳥石竿           | 扶安郡 | 部落       |
| 第018号 | 男門内の堂山       | 扶安郡 | 扶安郡     |
| 第019号 | 石母山堂山         | 扶安郡 | 扶安郡     |
| 第020号 | 竹林里石長栍       | 扶安郡 | 扶安郡     |
| 第021号 | 張在英家屋         | 長水郡 | 個人       |
| 第022号 | 権熙文家屋         | 長水郡 | 個人       |
| 第023号 | 金晏均家屋         | 益山市 | 個人       |
| 第024号 | 蔡元秉家屋         | 群山市 | 個人       |
| 第025号 | 黄胤錫生家         | 高敞郡 | 個人       |
| 第026号 | 睿宗大王胎室及び碑 | 全州市 | 全州市     |
| 第027号 | 蛟龍山城僧将銅印   | 南原市 | 善国寺     |
| 第028号 | 南原石墩           | 南原市 | 南原郵逓局 |
| 第029号 | 金正会古家         | 高敞郡 | 個人       |
| 第030号 | 月川里石長栍       | 扶安郡 | 個人       |
| 第031号 | 沙谷里男根石       | 任実郡 | 部落       |
| 第032号 | 沙乃里堂山         | 高敞郡 | 沙乃邑     |
| 第033号 | 呉永順家屋         | 金堤市 | 個人       |
| 第034号 | 昌原丁氏宗家       | 長水郡 | 個人       |
| 第035号 | 徳峙里草家         | 南原市 | 個人       |
| 第036号 | 白雲面の水車       | 鎮安郡 | 個人       |